# Вал Антоніна
55°58′01″ пн. ш. 4°04′01″ зх. д. / 55.967° пн. ш. 4.067° зх. д.
Вал Антоніна (англ. Antonine Wall, лат. Vallum Antonini) — римська оборонна споруда з каменю і торфу, побудована в 142–154 роках при імператорі Антоніні поперек сучасної Шотландії, за 160 км на північ від раніше спорудженого валу Адріана і мала виконувати таку ж роль, тобто відокремлювати південну, завойовану, частину острова від північної (Каледонії), звідки на римлян нападали місцеві кельтські племена. Довжина валу — 63 км, ширина — 5 м, висота — 3-4 м. На валу було 26 фортів.

## Історія

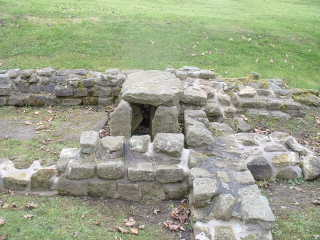
Вал Антоніна, залишки римського форту, пагорб Бар (Barr Hill), біля Твечар (Twechar)

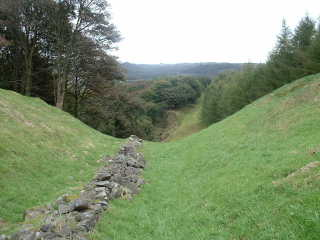
Залишки валу Антоніна

Вінстон Черчилль у своїй книзі «Народження Британії» вказував іншу дату побудови валу — 186 рік.
Це була північно-західна межа Римської імперії, що проходила між ріками Клайд і Форт в Шотландії.
Вал був залишений римлянами лише через 8 років після побудови, але у 208 році вал за Указом імператора Септимія Севера був знову відновлений і окупований римськими військами, через що має альтернативну назву «Вал Северана». У 370 році римському коміту Флавію Феодосію знову довелося відновлювати вал. Однак, через декілька десятиліть, вал був залишений та більше не відновлювався.

## Цінність об'єкту
7 липня 2008 року, Вал Антоніна був доданий до об'єкту Світової спадщини ЮНЕСКО «Кордони Римської імперії».

## Сучасні дослідження
На початку 2023 року, археологи з дослідницького проєкту Historic Environment Scotland (HES), за допомогою методу градіометрії, тобто неінвазивного геофізичного методу, який вимірює крихітні коливання магнітного поля Землі для виявлення підземних структур, біля школи на північно-західній околиці сучасного міста Глазго, знайшли поховані під землею залишки невеликого форту. Будівля згадувалася одним з антикварів ще у 1707 році, але з тих пір її так і не знайшли, незважаючи на спроби знайти її в 1970-х і 1980-х роках. Форт складався з двох невеликих дерев'яних будівель, оточених валом із каменю та дерну заввишки до 6,5 футів (2 метри), побудованих уздовж південного боку Валу Антоніна. Вал мав дві дерев'яні вежі над воротами з протилежних сторін — одну з півночі, щоб пропускати людей, тварин і вози через мур, і одну — з півдня. У форті були постійно розміщені близько 12 солдатів, багато з них — місцевих допоміжних сил, або «auxilia», які підписалися воювати на стороні римлян. Вони перебували у форті приблизно тижня та стежили за територією з метою запобігання набігам на укріплення. Їх зміняв новий загін солдатів із більшого римського форту в Данточері, який був розташований приблизно за милю (1,6 км) на схід. На даний час відомо дуже мало видимих доказів Валу Антоніна, а нещодавно відкритий форт, який розшукували понад 50 років, є рідкісною знахідкою та важливим доповненням до обмеженої кількості знайдених оборонних споруд, надаючи цінну інформацію про окупацію територій країни Римською імперією.